# エリーザベト・フォン・バイエルン (1913-2005)

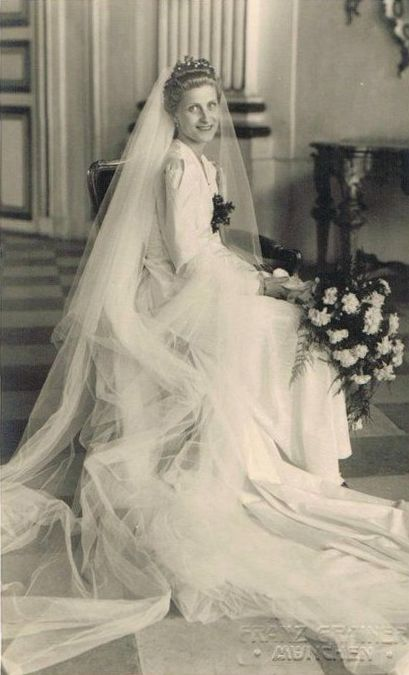
バイエルン王女エリーザベト、Ｆ・グライナー撮影、1939年頃

エリーザベト・フォン・バイエルン（Elisabeth Prinzessin von Bayern, 1913年10月10日 ミュンヘン - 2005年3月3日 ミュンヘン）は、南独バイエルン王国の女性王族、バイエルン王女。

## 生涯
バイエルン王子アルフォンスと妻ルイーズ・ドルレアンの間の第2子・長女。母方もバイエルン公家につながる。正式な洗礼名はエリーザベト・マリア・アンナ・ヘンリエッテ・ヨーゼファ・ゾフィー・アマーリア・フェルディナンダ・ルドヴィカ・アントニア・テレジア・クレセンティア・アルタ・ギスライーネ（Elisabeth Maria Anna Henriette Josepha Sophie Amalia Ferdinanda Ludovika Antonia Theresia Kreszentia Alta Ghislaine）。バイエルン王室の聖エリーザベト勲章の受章者及びテレジア勲章の名誉受章者だった 
。兄ヨーゼフ・クレメンスは美術史家で聖ゲオルク騎士団の名誉副団長。
1939年5月6日ニンフェンブルク宮殿にて、ドイツ国防軍陸軍中尉のフランツ・ヨーゼフ・フォン・カゲネック伯爵と結婚。ドイツ皇帝ヴィルヘルム2世の侍従武官を務めたプロイセン陸軍少将カール・フォン・カゲネック伯爵の次男だった。夫は第二次世界大戦で独ソ戦に従軍、1941年12月29日にカリーニン戦線との戦闘中にスターリツァで戦死した。その2週間後には、夫の弟でエースパイロットのエルボ・フォン・カゲネックがナポリで戦死している。別の弟アウグスト・フォン・カゲネックは戦後、軍事ジャーナリストとして著名になった。
エリーザベトはカゲネックとの間に3人の息子（うち2人は双子）をもうけた。
- フーベルトゥス・フォン・カゲネック（1940年8月10日 - ） - 4度結婚し、最後の妻はオットー・フォン・ハプスブルクの三女ミヒャエラ・ハプスブルク＝ロートリンゲン[5] （1994年結婚・1998年離婚）
- ミヒャエル・フォン・カゲネック（1941年12月4日 - 2012年10月11日） - 3度結婚し、6子をもうける
- ペーター・フォン・カゲネック（1941年12月4日 - 2009年1月24日） - ブリギッテ・フォン・ジーファースと結婚し、3子をもうける

1944年にハーナウ出身の商人エルンスト・キュストナー（1920年 - ）と再婚。5月9日にフランクフルト・アン・デア・オーダーで民事婚を、6月6日にガルミッシュ＝パルテンキルヒェンで宗教婚を行った。2人は1953年8月13日にミュンヘンで離婚するまでに、4人の娘をもうけた。
- アンナ・マリア・ヨゼフィーネ・キュストナー（1943年 - ）
- フェリーツィタス・キュストナー（1945年 - ）
- クリスティーナ・キュストナー（1946年 - ）
- ガブリエーレ・キュストナー（1948年 - ）

1975年から1984年にかけ、ミュンヘンのナウムブルク通り35番地の邸宅に住んでいた。死後、「エリーザベト・キュストナー、カゲネック伯爵夫人及びバイエルン王女」と墓石に刻まれ、ミュンヘン・聖ミヒャエル教会内の納骨堂に葬られた。

## 引用・脚注
1. 1 2  Genealogisches Handbuch des in Bayern immatrikulierten Adels, Band 11, 1975, S. 34.
2. ↑  Genealogisches Handbuch des Adels. Fürstliche Häuser. Gesamtreihe Band 141, Limburg an der Lahn 2007, S. 16.
3. ↑  Münchner Stadtmuseum: Joseph Clemens von Bayern (Abgerufen am 14. Juli 2024.)
4. ↑  Gothaischer Hofkalender. Genealogisches Taschenbuch der Fürstlichen Häuser, Gotha 1929, S. 9.
5. ↑  Bernhard A. Macek: Kaiser Karl I. der letzte Kaiser Österreichs; ein biografischer Bilderbogen, Erfurt 2012, S. 90.
6. ↑  Deutsches Geschlechterbuch (Genealogisches Handbuch bürgerlicher Familien), Band 121, 1956, S. 388.
7. ↑  Almanach de Gotha. Annual Genealogical Reference, Band 1, 2004, S. 85.
8. ↑  Genealogisches Handbuch des Adels, Fürstliche Häuser, Gesamtreihe Band 141, Limburg an der Lahn 2007, S. 16.
9. ↑  Genealogisches Handbuch des in Bayern immatrikulierten Adels, Band 11, 1975, S. 3, Genealogisches Handbuch des in Bayern immatrikulierten Adels, Band 15, 1984, S. 43.
10. ↑  Fotografie auf Wittelsbach. Kings of Bavaria (Abgerufen am 14. Juli 2024.)